# Robert Cauer der Jüngere
Robert Cauer der Jüngere (* 3. Januar 1863 in Kreuznach; † 28. Februar 1947 in Darmstadt) war ein deutscher Bildhauer und Mitglied der Künstlerfamilie Cauer.

## Leben
Robert Cauer der Jüngere war Sohn und Schüler von Karl Cauer. Er machte 1880 eine Studienreise nach Rom. 1889 war er in St. Louis als Porträtist tätig. Nach einem weiteren Aufenthalt in St. Louis (1904) ließ er sich 1906 in Darmstadt nieder, wo er als freischaffender Bildhauer tätig war.
Er schuf 1902, das Jahr, in dem er heiratete, das Denkmal Michel Mort und die Schlacht von Sprendlingen 1279, das heute in Kopie auf dem Eiermarkt in Bad Kreuznach steht. Das Original befindet sich im Stadthaus Bad Kreuznach. Am 25. November 1916 wurde ihm von dem hessischen Großherzog Ernst Ludwig der Titel eines Professors verliehen. 1917 bekam Prof. Robert Cauer d. J. die hessische Staatsbürgerschaft zuerkannt.
Sein Grab befindet sich auf dem Alten Darmstädter Friedhof. An der Darmstädter Pauluskirche befindet sich sein Tympanon.
In Darmstadt wurde eine Straße (49° 51′ 14,3″ N, 8° 40′ 19,4″ O) nach Robert Cauer benannt.
Ein Teil seines schriftlichen Nachlasses befindet sich im Deutschen Kunstarchiv im Germanischen Nationalmuseum in Nürnberg.